# Невельские
Невельские (пол. Newelski) — дворянский род польского происхождения, герба Корчак.
В конце XVI в. переселились в Россию. К этому роду принадлежал адмирал Геннадий Иванович Невельской.
Род Невельских внесён во II и VI части родословных книг Казанской и Костромской губерний, а ветвь, оставшаяся в Литве — в I часть родословных книг Виленской, Витебской и Ковенской губерний.

## Описание герба
Александр Матвеевич Невельской, 1805—1885, с 1859 г. генерал-майор флотской службы, 15.07.1867 жалован дипломом на потомственное дворянское достоинство.
В червлёном щите три косвенно отрезанные серебряные пояса, второй меньше первого, третий меньше второго и между вторым и третьим золотой опрокинутый полумесяц, все сопровождаемые по бокам двумя серебряными флагами на коих изображены лазоревые Андреевские кресты, древки золотые. Щит увенчан дворянским шлемом и короною. Нашлемник: серебряный возникающий козёл с червлёными глазами и языком и чёрными копытами. Намёт червлёный с серебром.